# Sleeping with Sirens
Sleeping with Sirens is een Amerikaanse rockband uit Orlando (Florida).

## Geschiedenis
De band werd gesticht in 2009 en bestaat uit Kellin Quinn (zang, keyboard), Justin Hills (basgitaar), Gabe Barham (drum), Jack Fowler (gitaar) en Nick Martin (gitaar). In 2013 maakte ze een tournee voor de promotie van hun derde album genaamd Feel. In 2014 kondigde ze een wereldtournee met Pierce the Veil aan. Ze hebben in totaal zeven studioalbums en één akoestische EP uitgebracht.

## Bandleden
Huidige leden
- Kellin Quinn – leadzang, keyboards (2009–present)
- Justin Hills – basgitaar, achtergrondzang (2009–present)
- Nick Martin – slaggitaar, achtergrondzang (2013–present)
- Matty Best – drumstel, percussie (2019–present)

Huidige tour leden
- Tony Pizzuti - leadgitaar (2022–present)

Oud leden
- Brian Calzini – leadzang (2009)
- Dave Aguliar – slaggitaar (2009), achtergrondzang (2009)
- Paul Russell – basgitaar (2009), achtergrondzang (2009)
- Alex Kaladjian – drumstel, percussie (2009)
- Nick Trombino – slaggitaar, achtergrondzang (2009–2010)
- Brandon McMaster – leadgitaar (2009–2010), achtegrondzang (2009–2010)
- Jesse Lawson – slaggitaar, achtergrondzang (2010–2013)
- Gabe Barham – drumstel, percussie (2009–2019)
- Jack Fowler – leadgitaar (2010–2022), programmeren (2014–2022)

## Discografie
| Album met eventuele hitnotering(en) in de Nederlandse Album Top 100 | Datum van verschijnen | Datum van binnenkomst | Hoogste positie | Aantal weken | Opmerkingen                                               |
| ------------------------------------------------------------------- | --------------------- | --------------------- | --------------- | ------------ | --------------------------------------------------------- |
| With Ears to See and Eyes to Hear                                   | 23-03-2010            | -                     |                 |              | Debuutalbum Enige album met Brandon McMaster              |
| Let's Cheers to This                                                | 10-05-2011            | -                     |                 |              | Eerste album met Jack Fowler                              |
| If You Were a Movie, This Would Be Your Soundtrack                  | 26-06-2012            | -                     |                 |              | EP                                                        |
| Feel                                                                | 04-06-2013            | -                     |                 |              | Laatste album met Jesse Lawson                            |
| Madness                                                             | 17-03-2015            | 21-03-2015            | 83              | 1            | Eerste album met Nick Martin                              |
| The Rise Years                                                      | 31-03-2016            | -                     |                 |              | Verzamelalbum                                             |
| Live and Unplugged                                                  | 08-04-2016            | -                     |                 |              | Livealbum                                                 |
| Gossip                                                              | 22-09-2017            | -                     |                 |              |                                                           |
| How It Feels to Be Lost                                             | 06-09-2019            | -                     |                 |              | Laatste album met Gabe Barham                             |
| Complete Collapse                                                   | 14-10-2022            | -                     |                 |              | Eerste album met Matty Best Laatste album met Jack Fowler |

## Videografie
| Jaar | Titel                                      | Regisseur(s)            |
| ---- | ------------------------------------------ | ----------------------- |
| 2009 | "If I'm James Dean, You're Audrey Hepburn" | Caleb Mallery           |
| 2010 | "With Ears to See and Eyes to Hear"        | Sam Link                |
| 2011 | "If You Can't Hang"                        | Thunder Down Country    |
| 2012 | "Do It Now Remember It Later"              | Izzy Campos             |
| 2012 | "Roger Rabbit"                             | Drew Russ               |
| 2013 | "Alone (feat. MGK)"                        | Sitcom Soldiers         |
| 2013 | "Congratulations (feat. Matty Mullins)"    | Drew Russ               |
| 2014 | "Kick Me"                                  | Sitcom Soldiers         |
| 2015 | "Go Go Go"                                 | Sean Garcia             |
| 2015 | "The Strays"                               | Sitcom Soldiers         |
| 2015 | "Better Off Dead"                          | Sitcom Soldiers         |
| 2016 | "Gold"                                     |                         |
| 2017 | "Legends"                                  | Erik Rojas & Joe Mischo |
| 2019 | "Leave It All Behind"                      | Sitcom Soldiers         |
| 2019 | "Agree To Disagree"                        |                         |
| 2019 | "How It Feels To Be Lost"                  | Frankie Nasso           |